# Спринхорн, Барбо
Барбо Спринхорн (швед. Barbro Sprinchorn, полное имя Barbro Helén Sprinchorn; 1929—1973) — шведская художница по текстилю.

## Биография
Родилась 15 мая 1929 года в Сундсвалле в семье банковского служащего Альфа Синнергрена иего жены — фармацевта Анны Эстберг.
Училась в школе в Сундсвалле, которую окончила в 1948 году, после чего обучалась в стокгольмской ремесленной школе Констфак, окончив её в 1953 году по специальности учитель рисования. В 1952 году Барбо вышла замуж за директора агентства Йорана Спринхорна.
До 1955 года в школе Констфак дополнительно изучала текстильное искусство. Окончив своё образование, она стала постоянным сотрудником художественного ателье Märta Måås-Fjetterström AB, организованного Мяртой Мос-Фьеттерстрём, Мярта с правом работать фрилансером для других клиентов.
В 1955—1965 годах, будучи удостоенной стипендии Королевского фонда (1961), стипендии города Эстерсунд (1964) и города Сундсвалль (1965), Барбо Спринхорн совершила большое количество учебных поездок в несколько европейских стран. В 1958 году Барбра представила гобелены и ковры на выставке произведений Märta Måås-Fjetterström AB, проходившей в музее Сундсвалля. Со своими работами она принимала участие в персональных выставках на вилле Aschanska villan в Стокгольме в 1961 году и в Эстерсунде в 1964 году. Также она участвовала в выставке Unga tecknare Национального музея Швеции в 1959—1960 годах, и других выставках в Швеции и Финляндии.
Барбо Спринхорн развелась с мужем в 1969 году и поселилась в стокгольмском районе Эстермальм. Она поддерживала отношения с предприятием Märta Mås-Fjetterström AB до конца своей жизни.
Умерла 2 июня 1973 года в Стокгольме.
В 1984 году в честь Барбо Спринхорн были проведены мемориальные выставки в Borås museum и в Художественном музее Кальмара.
Работы художницы находятся в Röhsska museet, Национальном музее Швеции, в шведском посольстве в Каракасе, а также в ряде отелях и помещениях банков Швеции.